# Deutsch-Tansanische Partnerschaft
Die Deutsch-Tansanische Partnerschaft e. V. ist eine gemeinnützige und nichtstaatliche Organisation, die Projekte zu Erneuerbaren Energien, Völkerverständigung, Bildung und Erziehung in Tansania durchführt.
Der Verein wurde 1998 von Andrea Karsten gegründet und bietet seit 2004 jährlich jungen Erwachsenen die Möglichkeit, sich im Rahmen eines Freiwilligendienstes in Tansania zu engagieren. Seit 2008 wird dieser Dienst im Rahmen des weltwärts-Programms umgesetzt. Der Freiwilligendienst ist mit dem Quifd-Siegel für Qualität in Freiwilligendiensten ausgezeichnet.